# بخش اسلام‌آباد
بخش اسلام‌آباد، یکی از بخش‌های شهرستان پارس‌آباد در استان اردبیل ایران است. مرکز این بخش، شهر اسلام‌آباد است.

## تقسیمات کشوری
- بخش اسلام‌آباد 
  - دهستان شهرک
  - دهستان اسلام‌آباد

شهر: اسلام‌آباد

## جمعیت
بر پایه سرشماری عمومی نفوس و مسکن در سال ۱۳۹۵، جمعیت بخش اسلام‌آباد برابر با ۱۴٬۰۴۱ نفر بوده‌است.